# Johann Gottfried Eichhorn
Johann Gottfried Eichhorn (født 16. oktober 1752, død 27. juni 1827) var en tysk orientalist og historiker, far til Karl Friedrich Eichhorn, onkel til Johann Albrecht Friedrich von Eichhorn.
Eichhorn blev 1775 professor i østerlandske sprog ved Universitetet i Jena og 1788 i Göttingen, hvor han foruden østerlandske sprog foredrog ældre og nyere historie og litteraturhistorie.
Eichhorn var en skarp bibelkritiker, der førte den først af den franske læge Astruc fremsatte hypotese om kilderne til 1. Mosebog videre med stor skarpsindighed, men stærkt subjektivt.